# 華麗な探偵ピート&マック
華麗な探偵ピート&マック（英題名：Switch）はアメリカ・CBSで放送されたテレビドラマ。1975年から1978年の間に全3シーズンが放送された。日本（関東地区）ではテレビ朝日の『セイコーホームシアター"S"』（服部時計店（服部セイコー）一社提供枠）で、1976年から1978年にかけて放送された。またテレビ朝日で放送された海外ドラマとしては音声多重による二か国語放送が初めて行われた番組でもあった。

## 概要
定年退職した刑事フランク・マクブライドは探偵事務所を開設するにあたり、かつて自分が逮捕した凄腕の詐欺師ピート・ライアンを相棒に選ぶ。狡猾な犯罪者をライアンの「才能」を使って罠にはめ、その犯罪を白日のもとにさらすために…。
ライアン役に『オースティン・パワーズ』などの名優ロバート・ワグナー、マクブライドに『ローマの休日』の大ベテランエディ・アルバートを起用し、映画『スティング』を彷彿とさせるだましのテクニックが見所だった。

## 出演者
- （役名）ピート・ライアン：（役者）ロバート・ワグナー、（声）城達也
- （役名）フランク・マクブライド：（役者）エディ・アルバート、（声）佐野浅夫
- （役名）マルコム・アーゴスマックス：（役者）チャーリー・カラス、（声）城山知馨夫
- （役名）マギー：（役者）シャロン・グレス、（声）野沢雅子

| NET 土曜23時 セイコーホームシアター"S"                               | NET 土曜23時 セイコーホームシアター"S"                                 | NET 土曜23時 セイコーホームシアター"S"                                                          |
| 前番組                                                               | 番組名                                                                 | 次番組                                                                                          |
| -------------------------------------------------------------------- | ---------------------------------------------------------------------- | ----------------------------------------------------------------------------------------------- |
| ロックフォードの事件メモ（第2シリーズ） 1976年1月3日 - 1976年6月19日 | 華麗な探偵ピート&マック （第1シリーズ） 1976年6月26日 - 1976年12月25日 | ロックフォードの事件メモ（第3シリーズ） 1977年1月1日 - 1977年6月18日                            |
| テレビ朝日 土曜23時 セイコーホームシアター"S"                        |                                                                        |                                                                                                 |
| ロックフォードの事件メモ（第3シリーズ） 1977年1月1日 - 1977年6月18日 | 華麗な探偵ピート&マック （第2シリーズ） 1977年6月25日 - 1977年12月24日 | ロックフォードの事件メモ（第4シリーズ） 1978年1月7日 - 1978年6月24日                            |
| テレビ朝日 土曜23時 セイコーホームシアター"S"                        |                                                                        |                                                                                                 |
| ロックフォードの事件メモ（第4シリーズ） 1978年1月7日 - 1978年6月24日 | 華麗な探偵ピート&マック （第3シリーズ） 1978年7月1日 - 1978年12月30日  | ロックフォードの事件メモ（第5シリーズ） 1979年1月6日 - 1979年6月30日（4月14日より23時20分開始） |